# Brekalo
Brekalo je hrvatsko prezime, koje se najčešće pojavljuje u Zagrebu, Splitu,  Slavonskom Brodu, Požegi i u Sesvetama.

## Osobe s prezimenom Brekalo
- Ivanka Brekalo (1981.), njemačkoj glumica hrvatskih korijena
- Josip Brekalo (1998.), hrvatski nogometaš
- Mirela Brekalo (1956.), hrvatska kazališna, televizijska i filmska glumica